# Пагода (монета)

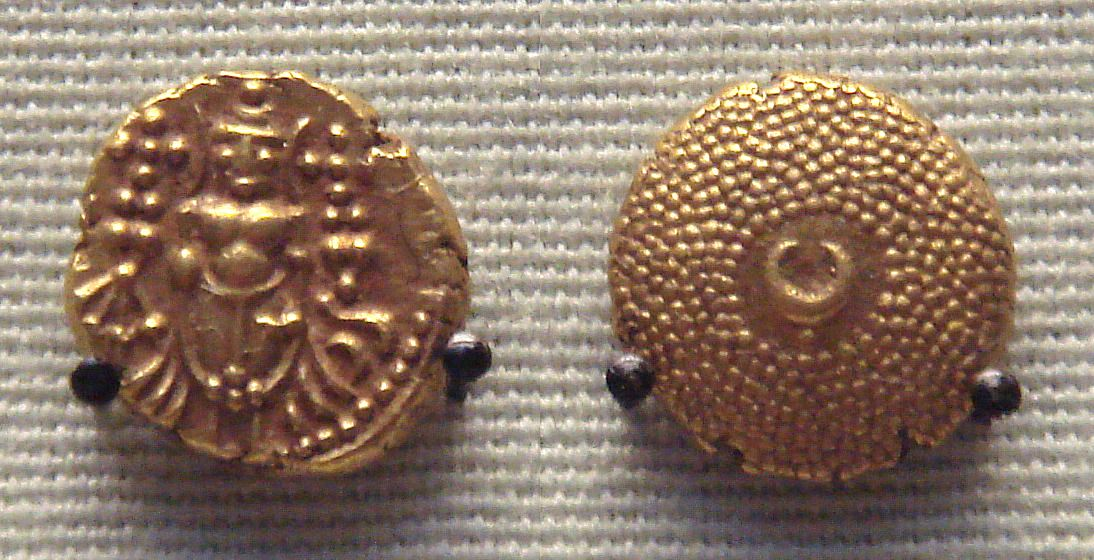
Пагода, Пудучеррі, XVIII ст.

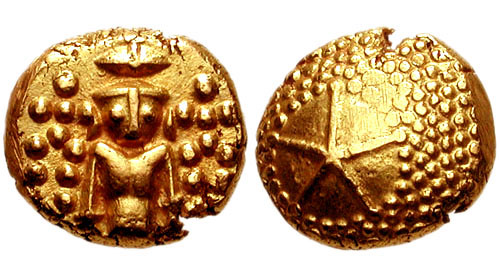
Пагода із зіркою, Мадрас, 1740—1807 роки

Пагода (англ. Pagoda) — золота монета вагою близько 3,37 г, що чеканилась в південній Індії до початку XIX століття. Назва походить від пагоди, що зображувалася на реверсі деяких монет.
Найстарішими пагодами були круглі монети діаметром близько 11 мм, на одній стороні яких був штемпельний відбиток, що покривав лише частину поверхні монети. На пізніших пагодах (VI—XII століть) часто зображалися тварини (кабан, лев, тигр, слон, риба). У XIV—XVII століттях на монетах часто зображався Вішну чи інші боги індуїстів. Падишах Імперії Великих Моголів Мухаммад Шах (1719—1748) карбував пагоди зі своїм ім'ям та роком карбування на аверсі та місцем карбування на реверсі.
З початком європейської колонізації Індії пагоди стали карбувати у своїх колоніях Британська Ост-Індійська компанія, Голландія та Франція. У Британській Індії пагода = 42 фанам = 168 фалусам = 3360 каршам (касу).
У XVIII столітті в британському Мадрасі та французькому Пудучеррі карбувалися пагоди із зіркою вагою 3,4 г (2,7 г чистого золота), рівні 1⁄4 мухри.
Після того, як у 1810 році в Британській Індії здійснили перехід до срібного стандарту, пагода була витіснена з обігу рупією. Бомбейське президентство Британської Ост-Індійської компанії випустило останні золоті пагоди в 1809 році, Мадраське президентство — золоті 1 і 2 пагоди в 1815 році, срібні ¼ і ½ пагоди в 1808—1811 роках. Деякі індійські князівства продовжували карбування пагод і пізніше (майже до кінця XIX століття), наприклад, князівство Траванкор золоті монети в 1/2 і 2 пагоди востаннє випустило в 1877 році.